# Tagondaing
Tagondaing (birmano: တံခွန်တိုင်; MLCTS: tam hkwan tuing), anche chiamata Tagundaing, è un villaggio dello stato Karen (o stato Kayin), Birmania (o Myanmar). Secondo le stime del censimento del 2014 la popolazione era di 4.994 abitanti.
È situato sulla sponda destra del fiume Winyaw.